# هاري رامبيرغ
هاري رامبيرغ (بالسويدية: Harry Ramberg) مواليد 6 أبريل 1909 في ستوكهولم، هو لاعب كرة مضرب سويدي سابق بدأ مسيرته كمحترف سنة 1927 وكان يلعب باليد اليمنى، اعتزل اللعب في 1935.

## روابط خارجية
- هاري رامبيرغ على موقع رابطة محترفي التنس (الإنجليزية)
- هاري رامبيرغ على موقع الاتحاد الدولي لكرة المضرب (الإنجليزية)
- هاري رامبيرغ على موقع كأس ديفيز (الإنجليزية)
- هاري رامبيرغ على موقع أرشيف التنس.كوم (الإنجليزية)
- هاري رامبيرغ على موقع خلاصة التنس.كوم (الإنجليزية)